# Vida Stasiūnaitė
Vida Stasiūnaitė (* 16. Juli 1953 in Joniškėlis, Rajon Pasvalys, Litauische SSR) ist eine litauische Politikerin, ehemalige Bürgermeisterin von Šiauliai.

## Leben
Nach dem Abitur nach Schulbesuch von 1961 bis 1972 an der 8. Mittelschule Šiauliai absolvierte sie das Studium von 1972 bis 1977 am Vilniaus inžinerinis statybos institutas. Von 1992 bis 1995 war sie stellvertretende Bürgermeisterin von Šiauliai, von 1995 bis 1997 stellvertretende Direktorin von „Šiaulių skrydis“, von 2000 bis 2001 Bürgermeisterin von Šiauliai. Seit 2002 ist sie Direktorin des Innovations- und Technologieparks an der Universität Šiauliai, an der sie auch lehrt.